# Kyle Wanvig
Kyle Wanvig (né le 29 janvier 1981 à Calgary dans la province d'Alberta au Canada) est un joueur professionnel canadien de hockey sur glace. Il évolue au poste d'ailier droit.

## Biographie
Attaquant ayant joué au niveau junior dans la Ligue de hockey de l'Ouest, il est repêché par les Bruins de Boston lors du repêchage d'entrée dans la LNH 1999. Faute d'avoir signé un contrat avec les Bruins, il est une nouvelle fois admissible au repêchage de la LNH en 2001 et est choisi par le Wild du Minnesota. Il passe professionnel cette même année avec le club-école du Wild, les Aeros de Houston qui évoluent dans la LAH, et la saison suivante, il joue ses premières parties dans la LNH avec le Wild.
En 2006, il signe avec les Thrashers d'Atlanta. En février 2007, il est échangé au Lightning de Tampa Bay avec Stephen Baby contre Andy Delmore et Andre Deveaux. 
Après plusieurs saisons à jouer entre la LNH et la LAH, il quitte l'Amérique du Nord en 2008 après avoir rejoint l'équipe russe du Amour Khabarovsk dans la KHL. Il joue par la suite pour divers clubs européens avant de se retirer en décembre 2011.

## Statistiques
| Saison     | Équipe                 | Ligue          |    | Saison régulière | Saison régulière | Saison régulière | Saison régulière | Saison régulière |    | Séries éliminatoires | Séries éliminatoires | Séries éliminatoires | Séries éliminatoires | Séries éliminatoires |
| Saison     | Équipe                 | Ligue          | PJ | B                | A                | Pts              | Pun              | PJ               | B  | A                    | Pts                  | Pun                  |                      |                      |
| 1997-1998  | Ice d'Edmonton         | LHOu           | 62 | 17               | 12               | 29               | 69               | -                | -  | -                    | -                    | -                    |                      |                      |
| 1998-1999  | Ice de Kootenay        | LHOu           | 71 | 12               | 20               | 32               | 119              | 7                | 1  | 3                    | 4                    | 18                   |                      |                      |
| 1999-2000  | Ice de Kootenay        | LHOu           | 6  | 2                | 2                | 4                | 12               | -                | -  | -                    | -                    | -                    |                      |                      |
| 1999-2000  | Rebels de Red Deer     | LHOu           | 58 | 21               | 18               | 39               | 123              | 4                | 1  | 0                    | 1                    | 4                    |                      |                      |
| 2000-2001  | Rebels de Red Deer     | LHOu           | 69 | 55               | 46               | 101              | 202              | 22               | 10 | 12                   | 22                   | 47                   |                      |                      |
| 2001-2002  | Aeros de Houston       | LAH            | 34 | 6                | 7                | 13               | 43               | 9                | 0  | 1                    | 1                    | 23                   |                      |                      |
| 2002-2003  | Aeros de Houston       | LAH            | 57 | 13               | 16               | 29               | 137              | 21               | 6  | 4                    | 10                   | 27                   |                      |                      |
| 2002-2003  | Wild du Minnesota      | LNH            | 7  | 1                | 0                | 1                | 13               | -                | -  | -                    | -                    | -                    |                      |                      |
| 2003-2004  | Aeros de Houston       | LAH            | 72 | 25               | 16               | 41               | 147              | 2                | 0  | 1                    | 1                    | 0                    |                      |                      |
| 2003-2004  | Wild du Minnesota      | LNH            | 6  | 0                | 1                | 1                | 10               | -                | -  | -                    | -                    | -                    |                      |                      |
| 2004-2005  | Aeros de Houston       | LAH            | 76 | 13               | 17               | 30               | 158              | 5                | 1  | 2                    | 3                    | 8                    |                      |                      |
| 2005-2006  | Wild du Minnesota      | LNH            | 51 | 4                | 8                | 12               | 64               | -                | -  | -                    | -                    | -                    |                      |                      |
| 2006-2007  | Wolves de Chicago      | LAH            | 26 | 10               | 11               | 21               | 61               | -                | -  | -                    | -                    | -                    |                      |                      |
| 2006-2007  | Falcons de Springfield | LAH            | 23 | 11               | 7                | 18               | 40               | -                | -  | -                    | -                    | -                    |                      |                      |
| 2006-2007  | Lightning de Tampa Bay | LNH            | 4  | 0                | 0                | 0                | 0                | -                | -  | -                    | -                    | -                    |                      |                      |
| 2007-2008  | Admirals de Norfolk    | LAH            | 62 | 23               | 33               | 56               | 110              | -                | -  | -                    | -                    | -                    |                      |                      |
| 2007-2008  | Lightning de Tampa Bay | LNH            | 7  | 1                | 0                | 1                | 7                | -                | -  | -                    | -                    | -                    |                      |                      |
| 2008-2009  | Amour Khabarovsk       | KHL            | 16 | 2                | 1                | 3                | 28               | -                | -  | -                    | -                    | -                    |                      |                      |
| 2008-2009  | Brynäs IF              | Elitserien     | 18 | 2                | 1                | 3                | 53               | -                | -  | -                    | -                    | -                    |                      |                      |
| 2009-2010  | Pirates de Portland    | LAH            | 63 | 13               | 25               | 38               | 132              | 3                | 0  | 1                    | 1                    | 2                    |                      |                      |
| 2010-2011  | Augsburger Panther     | DEL            | 37 | 5                | 10               | 15               | 102              | -                | -  | -                    | -                    | -                    |                      |                      |
| 2010-2011  | HK ŠKP Poprad          | Extraliga slo. | 5  | 2                | 2                | 4                | 33               | 17               | 3  | 4                    | 7                    | 118                  |                      |                      |
| 2011-2012  | EC Villacher SV        | EBEL           | 16 | 1                | 2                | 3                | 63               | -                | -  | -                    | -                    | -                    |                      |                      |
| Totaux LNH | Totaux LNH             | Totaux LNH     | 75 | 6                | 9                | 15               | 94               | -                | -  | -                    | -                    | -                    |                      |                      |

## Trophées et honneurs personnels
- 2000-2001 :
  - nommé dans la deuxième équipe d'étoiles de l'association Est de la LHOu.
  - nommé dans la deuxième équipe d'étoiles de la Ligue canadienne de hockey.
  - champion de la Coupe du Président avec les Rebels de Red Deer.
  - champion de la Coupe Memorial avec les Rebels de Red Deer.
  - nommé dans l'équipe d'étoiles du tournoi de la Coupe Memorial.
  - remporte le trophée Stafford-Smythe du meilleur joueur de la Coupe Memorial.
- 2002-2003 : champion de la Coupe Calder avec les Aeros de Houston.
- 2003-2004 : participe au Match des étoiles de la LAH.